# Ceratomysis orientalis
Ceratomysis orientalis is een aasgarnalensoort uit de familie van de Petalophthalmidae. De wetenschappelijke naam van de soort is voor het eerst geldig gepubliceerd in 2009 door Fukuoka.